# Ферла
Ферла (італ. Ferla, сиц. Ferla) — муніципалітет в Італії, у регіоні Сицилія,  провінція Сиракуза.
Ферла розташована на відстані близько 580 км на південь від Рима, 180 км на південний схід від Палермо, 30 км на захід від Сиракузи.
Населення — 2531 особа (2014).

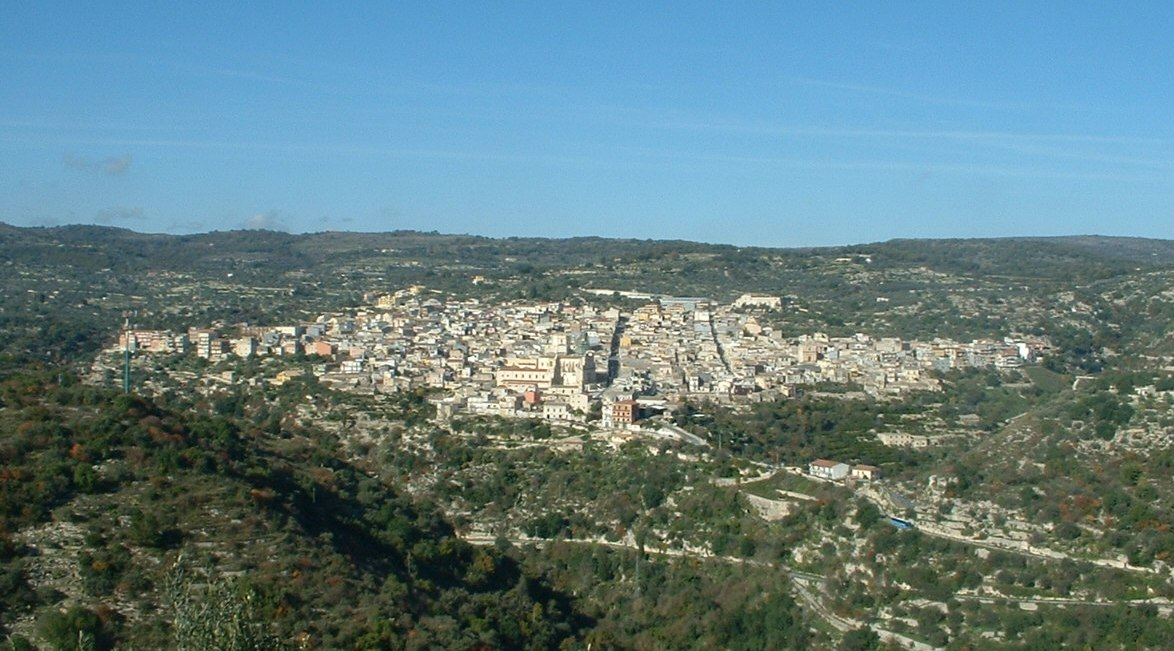

Щорічний фестиваль відбувається 20 липня. Покровитель — San Sebastiano.

## Демографія
Населення за роками:

Станом на 1 січня 2023 року в муніципалітеті офіційно проживало 35 іноземців з 9 країн, серед них 29 громадян країн Євросоюзу та 2 громадяни України.

## Сусідні муніципалітети
- Буккері
- Бушемі
- Карлентіні
- Кассаро
- Сортіно